# Santi (cognome)
Santi è un cognome di lingua italiana.

## Varianti
Dal Santo, De Sanctis, De Sante, De Santi, De Santis, De Santo, Del Santo, Desanctis, Di Sante, Di Santi, Di Santis, Di Santo, Disanti, Sant, Santa, Santarelli, Santato, Santella, Santelli, Santin, Santinelli, Santini, Santino, Santinon, Santinucci, Santisi, Santo, Santon, Santone, Santoni, Santucci, Santuccio, Santuccione, Santulli, Santullo.

## Origine e diffusione
Il cognome è diffuso in tutto il centro-nord Italia.
Potrebbe derivare dalla parola latina sanctus, "santo, venerabile", oppure da un toponimo contenente la parola santo, o ancora dal culto cristiano verso i santi del Martirologio Romano, o infine dalla festa di Ognissanti.
In Italia conta circa 3865 presenze.
Santisi e Santino sono siciliani; Santone compare a Chieti e a Campobasso; Santon è veneziano; Santo è tipico del sud Italia; Santa è altoatesino e torinese; Santini e Santinelli compaiono in tutto il centro-nord; Santinon è di Padova e Treviso; De Santi compare in Veneto, Lombardia e Toscana; De Santis è tipico di Roma, con comparse in tutto il Lazio e in Puglia; De Sanctis è diffuso in Lazio e Abruzzo; Desanctis deriva da errori di trascrizione del precedente; Dal Santo è vicentino; Del Santo è presente in Toscana, Campania e Liguria; Di Santo è laziale, campano e abruzzese; Santella compare in Lazio, Abruzzo, Molise e Campania; Santelli è panitaliano; Santucci è centritaliano; Santuccio è siracusano; Santuccione è pescarese; Santulli e Santullo sono campani; Santoni è trentino e dell'Italia centrale; Santin è veneto; Santarelli è marchigiano, umbro, laziale e abruzzese; Santato è rodigino.

## Persone
- Irene Santi – calciatrice italiana
- Lionello Santi – produttore cinematografico italiano
- Nello Santi – direttore d'orchestra italiano